# لیلستون
لیلستون (به انگلیسی: Laleston) یک منطقهٔ مسکونی در بریتانیا است که در شهرستان مستقل بریجند واقع شده‌است. لیلستون ۱۲٬۵۸۶ نفر جمعیت دارد.